# Himlarna medh all theras häär
Himlarna med all deras här, är en tysk psalm av Cornelius Becker (1561-1604), "Die Himmel Herr dich preisen sehr". Becker Psalter (1628). Vem som översatt psalmen till svenska är okänt. Psalmen baseras på Konung Davids 19:e psalm. Psalmen  har 7 verser. Psalmen har som melodi nr 22 Säll är den man, som icke går.
Psalmen inleds 1695 med orden:
Himlarna medh all theras häär
Förtälia oss Gudz ähra'

## Publicerad som
- 1695 års psalmbok som nr 37 under rubriken "Konung Davids Psalmer".